# Groß Kelle
Groß Kelle es un municipio situado en el distrito de Llanura Lacustre Mecklemburguesa, en el estado federado de Mecklemburgo-Pomerania Occidental (Alemania), a una altitud de 80 metros. Su población a finales de 2016 era de 100 habs. y su densidad poblacional, 15 hab/km².
Se encuentra junto la orilla oeste del lago Müritz, el mayor de Alemania.